# Церква Святого Миколая (Росава)
Храм Святого Миколая — втрачена пам'ятка української дерев'яної архітектури 2-ї половини ΧVIII століття в селі Росава, Обухівського району Київської області.
Церква була збудована у 1752 році коштами парафіян. Це була чудова церква епохи козацького бароко, 5-верха, зведена без жодного цвяха. Головний та бічні куполи мали вікна, інші були глухими. Церква була тризрубна (тридільна). 1852 року церкву перебудовано, піднято на кам'яний фундамент, до бабинця прибудована двоярусна дзвіниця.
1882 року був один член причту (псаломник), парафія належала до 5 класу. У церковно-парафіяльній школі навчалося 36 хлопчиків та 5 дівчаток. У 1883 та 1909 роках було споруджено приміщення та служби.
Кількість парафіян становила: 1854 особи, також у парафії мешкало 3 римо-католиків та лютеран і 762 єврея (1882), 3209 осіб (1913).
Це була видатна пам'ятка архітектури. 1979 року набула статусу пам'ятки архітектури національного значення (охоронний №442 від 6 вересня 1979 року). На момент проголошення Україною незалежності це був один із небагатьох збережених 5-верхих храмів Київщини, який належав до XVIII століття.
Церква згоріла 11 липня 1995 року. Поряд із місцем, де стояла стара церква 2000 року зведено новий храм. Цегляні фундаменти історичного храму збережено поряд із новим храмом. 
Метричні книги за 1796—1916 роки зберігаються у Центральному державному історичному архіві України.